# Käthe Krauß
Käthe Krauß (Dresden, 29 november 1906––9 januari 1970, Mannheim) was een atleet uit Duitsland.
Op de Olympische Zomerspelen van Berlijn in 1936 liep Krauß met het Duits estafette-team op de 4 × 100 meter estafette. Ze liepen in de series een nieuw wereldrecord, maar in de finale lieten ze het stokje vallen, waardoor ze werden gediskwalificeerd. Op dat moment hadden ze een behoorlijke voorsprong.
Individueel liep ze de 100 meter sprint, waarin ze de bronzen medaille behaalde.
Tussen 1933 en 1938 werd Krauß zes maal op rij nationaal kampioene op de 100 meter sprint.
- Gemeinsame Normdatei: 128205172
- International Standard Name Identifier: 0000 0000 2095 4902
- Nederlandse Thesaurus van Auteursnamen: 286815427
- Virtual International Authority File: 33043260
- WorldCat: E39PBJkHrjfRYD6yGJQ9kMV9jC